# Entephria obscuriata
Entephria obscuriata är en fjärilsart som beskrevs av Otto Staudinger 1901. Entephria obscuriata ingår i släktet Entephria och familjen mätare. Inga underarter finns listade i Catalogue of Life.